# Mont Agel

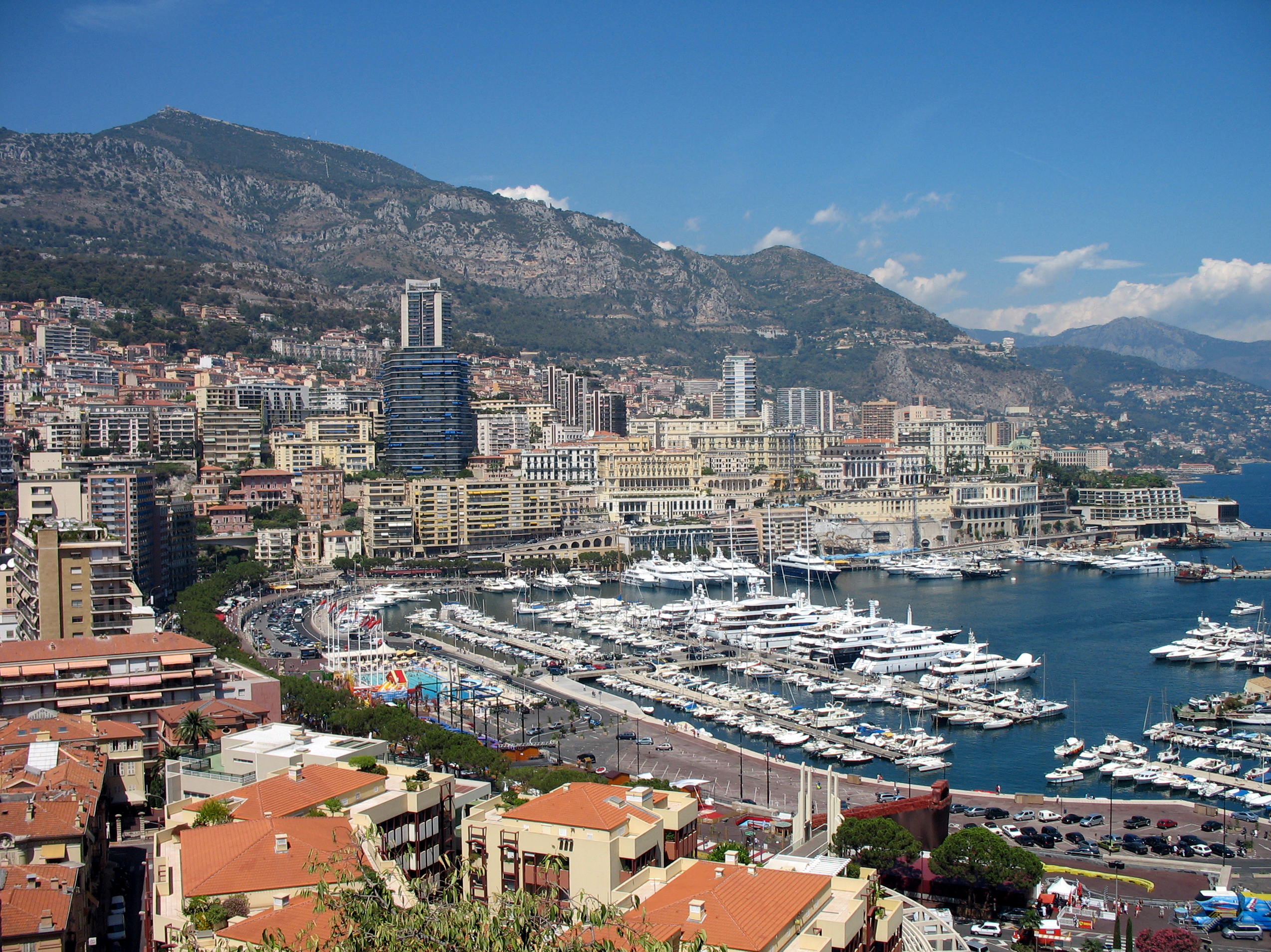
Monte Carlo, Mont Agel syns i bakgrunden

Mont Agel är ett berg som ligger på gränsen mellan Monaco och Frankrike. Den högsta toppen är 1148 meter över havet.